# 장미일
장미일(1979년 4월 2일~)은 대한민국의 전직 아나운서 출신의 현재 뉴스 앵커 및 보도 기자로, 서울 출생이고, 2003년 12월 이후부터 MBC(문화방송)에 소속하고 있다.

## 트리비아
서울특별시 출신으로 이화여자대학교 98학번을 나왔으며 수영과 포켓볼에 특기가 있는 그녀는 2003년 12월 MBC(문화방송)에 입사하여 오늘에 이른다.

## 학력
- 이화여자대학교 영어영문학과 영문학 학사(2002년 - 98학번)
- 연세대학교 언론홍보대학원 저널리즘학과 언론학 석사(2007년~2009년)
- 영국 런던 정치경제대학교 정치경제대학원 경제학 석사과정 재학(2024년 8월~현재)

## 경력
- 2023.10 ~ 현재 ; MBC 보도국 국제부 영국 런던 특파원(세번째 동일 부서 국제부 전보)
- 2015.03 ~ 2023.10 MBC 통합뉴스룸 통일전망대 기자
- 2014.03 ~ 2015.03 MBC 보도국 국제부 기자(두번째 동일 부서 국제부 전보)
- 2013.03 ~ 2014.03 MBC 보도국 정치부 기자
- 2011.03 ~ 2013.03 MBC 보도국 국제부 기자
- 2009.09 ~ 2011.03 MBC 보도국 경제부 기자
- 2007.03 ~ 2009.09 MBC 보도국 법조팀 기자
- 2004.02 ~ 2007.03 MBC 보도국 사회부 기자
- 2003년 12월: MBC 문화방송 뉴스 보도 기자 직적 이직(현재)
- 2002년 4월: GTB 강원민방 아나운서 첫 입사(1년 8개월 남짓 직적)

## 진행

### 텔레비전
| 연도 | 방송사 | 프로그램       | 진행 기간                         | 비고 |
| ---- | ------ | -------------- | --------------------------------- | ---- |
| 2006 | MBC    | 후 플러스      | 2006년 6월 29일 ~ 2010년 10월 7일 |      |
| 2007 | MBC    | MBC 뉴스투데이 | 2007년 3월 17일 ~ 2008년 3월 22일 | 주말 |
| 2013 | MBC    | MBC 월드리포트 | 2014년 3월 22일 ~ 2017년 4월 2일  |      |